# Facundo Torres
Facundo Daniel Torres Pérez (* 13. April 2000 in Montevideo) ist ein uruguayischer Fußballspieler, der aktuell bei Palmeiras São Paulo und in der uruguayischen Nationalmannschaft spielt.

## Karriere

### Verein
Torres begann seine fußballerische Ausbildung bei den beiden Amateurklubs aus La Paz, Juventud River und den Wanderers. 2011 wechselte er in die Jugendabteilung des CA Peñarol. Im Januar 2020 erhielt er einen Profivertrag bei seinem Verein. Während seines Debüts am 16. August 2020 (5. Spieltag) gegen den CA Boston River schoss er bei einem 2:0-Sieg eines der beiden Tore und somit das erste seiner Profilaufbahn. Wenig später debütierte er auch in der Copa Libertadores gegen den CSD Colo-Colo aus Chile in der Startelf. Zwei Wochen später gelang ihm dann auch sein erster Treffer auf internationaler Ebene während eines 3:0-Sieges im zweiten Gruppenspiel gegen Colo Colo. Insgesamt spielte er in der Saison 2020 wettbewerbsübergreifend 38 Mal, wobei ihm sechs Tore und sieben Torvorlagen gelangen. In der Spielzeit 2021 traf er wettbewerbsübergreifend zehnmal in 33 Spielen.
Ende Januar 2022 wechselte er für knapp sieben Millionen Euro in die Major League Soccer zu Orlando City. Sein Debüt in den USA gab er am 27. Februar 2022 (1. Spieltag), als er bei einem 2:0-Sieg gegen den CF Montréal in der Startelf stand. Am vierten Spieltag der Saison schoss er gegen LA Galaxy sein erstes Tor und holte somit den 1:0-Auswärtssieg seines Teams. Mit der Mannschaft gewann er den US Open Cup 2022. Torres überragte besonders im Halbfinale und Finale mit drei Toren und zwei Assists in den beiden Spielen.
Im Januar 2025 wechselte Torres zu Palmeiras São Paulo.

### Nationalmannschaft
Torres nahm mit der U17 Uruguays an der U17-Südamerikameisterschaft 2017 teil, schied jedoch mit seinem Team nach vier persönlichen Einsätzen nach der Gruppenphase aus. Im Mai 2018 kam er schließlich dreimal für die U20 zum Einsatz.
Am 4. Juni 2021 debütierte er gegen Paraguay in der WM-Qualifikation für die A-Nationalmannschaft, nachdem er in der 66. Minute für Jonathan Javier Rodríguez eingewechselt wurde. Anschließend wurde er in den endgültigen Kader der Copa América 2021 in Brasilien berufen. Mit Uruguay kam er bis ins Viertelfinale, wo man im Elfmeterschießen gegen Kolumbien ausschied. Torres kam bei dem Turnier in allen fünf Spielen zum Einsatz.
Er wurde für die Fußball-Weltmeisterschaft 2022 nominiert, kam dort jedoch nicht zum Einsatz.